# Köhlbrandbrücke
La Köhlbrandbrücke (letteralmente: "ponte Köhlbrand") è un ponte strallato stradale della città tedesca di Amburgo. Attraversa il Köhlbrand, un ramo secondario del fiume Elba.

## Storia
Il ponte fu costruito dal 1970 al 1974.

## Caratteristiche
Si tratta di un ponte strallato con struttura in acciaio, con una lunghezza di 520 m che sale a 3618 m se si considerano anche i due viadotti di accesso.
I cavi sono retti da due piloni alti 98 m; la luce massima della campata centrale è lunga 325 m, e la carreggiata stradale ha un'altezza di 55 m sul pelo dell'acqua.

### Testi di approfondimento
- (DE) H.-J. Schröter, Zwei neue stählerne Hochbrücken in Norddeutschland, in Stahlbau, v. 39, n. 10, ottobre 1970,  pp. 314-317, ISSN 0038-9145 (WC · ACNP).
- (DE) H. Homann e R. Schwab, Der Bau der Köhlbrandbrücke. Allgemeines, Vorarbeiten, begleitende und ergänzende Maßnahmen, in Bautechnik, v. 52, n. 5, maggio 1975,  pp. 145-156, ISSN 0005-6820 (WC · ACNP).
- (DE) H. Baumer e J. Rabe, Die Gründungen und Pfeiler der Köhlbrandbrücke, in Bautechnik, v. 52, n. 6, giugno 1975,  pp. 181-197, ISSN 0005-6820 (WC · ACNP).